# Henri Rinck
Henri Rinck (Lione, 10 gennaio 1870 – Badalona, 17 febbraio 1952) è stato un compositore di scacchi francese naturalizzato spagnolo.

## Biografia
Nacque in una famiglia di industriali della birra, proprietari della Brasserie Rinck di Lione. Si laureò in ingegneria chimica al Politecnico di Monaco, poi lavorò per qualche anno come assistente di chimica alla facoltà di scienze dell'Università di Lione.
Nel 1897 scoprì un nuovo procedimento per la raffinazione degli oli vegetali, che fu applicato prima a Marsiglia e poi da diversi oleifici in Spagna. Nel 1900 si trasferì a Badalona, dove fondò un oleificio. Da allora visse sempre a Badalona, salvo qualche anno durante la guerra civile spagnola, durante i quali visse a Marsiglia.
Iniziò la carriera scacchistica come giocatore per corrispondenza, partecipando a diversi tornei organizzati dalla rivista francese « La Stratégie ». Cominciò ad interessarsi agli studi dopo essersi trasferito in Spagna. Pubblicò il suo primo studio nel 1902 sulla rivista tedesca « Deutsche Schachzeitung ». Nel 1909 pubblicò la raccolta 150 Fins de partie, con un'introduzione di Johann Berger. Il libro ebbe notevole successo ed ebbe una seconda edizione nel 1913, una terza nel 1919 (300 Fins de partie) e una quarta nel 1927 (700 Fins de partie). Nel 1947 pubblicò Las sorpresas de la teoria, con 111 finali di torre contro due pezzi minori; nello stesso anno pubblicò, assieme a Louis Palmas, Dame contre tour et cavalier.
Rinck è stato uno degli studisti più prolifici, avendo pubblicato ben 1.670 studi, dei quali 58 vinsero il primo premio.
Per la prolificità, l'eleganza delle composizioni, la completezza e precisione delle analisi è stato chiamato « il Victor Hugo degli scacchi ». André Chéron lo considerava il più grande compositore di studi di sempre. Era amico dello studista italiano Rinaldo Bianchetti e collaborò con diverse riviste italiane, tra cui L'Eco degli Scacchi e L'Italia Scacchistica.
Morì a Badalona il 17 febbraio 1952 all'età di 82 anni. Pochi giorni prima della morte gli fu consegnata la prima copia del suo ultimo lavoro, 1414 Fins de partie. Su sua richiesta fu sepolto con questo libro sotto il braccio.

## Due studi di Henri Rinck
|   | a | b | c | d | e | f | g | h |   |
| 8 | a8 re del nero · c8 re del bianco · a7 pedone del nero · b7 pedone del nero · b4 cavallo del bianco · e4 pedone del nero · b3 alfiere del bianco · h3 pedone del nero · d1 alfiere del nero | a8 re del nero · c8 re del bianco · a7 pedone del nero · b7 pedone del nero · b4 cavallo del bianco · e4 pedone del nero · b3 alfiere del bianco · h3 pedone del nero · d1 alfiere del nero | a8 re del nero · c8 re del bianco · a7 pedone del nero · b7 pedone del nero · b4 cavallo del bianco · e4 pedone del nero · b3 alfiere del bianco · h3 pedone del nero · d1 alfiere del nero | a8 re del nero · c8 re del bianco · a7 pedone del nero · b7 pedone del nero · b4 cavallo del bianco · e4 pedone del nero · b3 alfiere del bianco · h3 pedone del nero · d1 alfiere del nero | a8 re del nero · c8 re del bianco · a7 pedone del nero · b7 pedone del nero · b4 cavallo del bianco · e4 pedone del nero · b3 alfiere del bianco · h3 pedone del nero · d1 alfiere del nero | a8 re del nero · c8 re del bianco · a7 pedone del nero · b7 pedone del nero · b4 cavallo del bianco · e4 pedone del nero · b3 alfiere del bianco · h3 pedone del nero · d1 alfiere del nero | a8 re del nero · c8 re del bianco · a7 pedone del nero · b7 pedone del nero · b4 cavallo del bianco · e4 pedone del nero · b3 alfiere del bianco · h3 pedone del nero · d1 alfiere del nero | a8 re del nero · c8 re del bianco · a7 pedone del nero · b7 pedone del nero · b4 cavallo del bianco · e4 pedone del nero · b3 alfiere del bianco · h3 pedone del nero · d1 alfiere del nero | 8 |
| 7 | a8 re del nero · c8 re del bianco · a7 pedone del nero · b7 pedone del nero · b4 cavallo del bianco · e4 pedone del nero · b3 alfiere del bianco · h3 pedone del nero · d1 alfiere del nero | a8 re del nero · c8 re del bianco · a7 pedone del nero · b7 pedone del nero · b4 cavallo del bianco · e4 pedone del nero · b3 alfiere del bianco · h3 pedone del nero · d1 alfiere del nero | a8 re del nero · c8 re del bianco · a7 pedone del nero · b7 pedone del nero · b4 cavallo del bianco · e4 pedone del nero · b3 alfiere del bianco · h3 pedone del nero · d1 alfiere del nero | a8 re del nero · c8 re del bianco · a7 pedone del nero · b7 pedone del nero · b4 cavallo del bianco · e4 pedone del nero · b3 alfiere del bianco · h3 pedone del nero · d1 alfiere del nero | a8 re del nero · c8 re del bianco · a7 pedone del nero · b7 pedone del nero · b4 cavallo del bianco · e4 pedone del nero · b3 alfiere del bianco · h3 pedone del nero · d1 alfiere del nero | a8 re del nero · c8 re del bianco · a7 pedone del nero · b7 pedone del nero · b4 cavallo del bianco · e4 pedone del nero · b3 alfiere del bianco · h3 pedone del nero · d1 alfiere del nero | a8 re del nero · c8 re del bianco · a7 pedone del nero · b7 pedone del nero · b4 cavallo del bianco · e4 pedone del nero · b3 alfiere del bianco · h3 pedone del nero · d1 alfiere del nero | a8 re del nero · c8 re del bianco · a7 pedone del nero · b7 pedone del nero · b4 cavallo del bianco · e4 pedone del nero · b3 alfiere del bianco · h3 pedone del nero · d1 alfiere del nero | 7 |
| 6 | a8 re del nero · c8 re del bianco · a7 pedone del nero · b7 pedone del nero · b4 cavallo del bianco · e4 pedone del nero · b3 alfiere del bianco · h3 pedone del nero · d1 alfiere del nero | a8 re del nero · c8 re del bianco · a7 pedone del nero · b7 pedone del nero · b4 cavallo del bianco · e4 pedone del nero · b3 alfiere del bianco · h3 pedone del nero · d1 alfiere del nero | a8 re del nero · c8 re del bianco · a7 pedone del nero · b7 pedone del nero · b4 cavallo del bianco · e4 pedone del nero · b3 alfiere del bianco · h3 pedone del nero · d1 alfiere del nero | a8 re del nero · c8 re del bianco · a7 pedone del nero · b7 pedone del nero · b4 cavallo del bianco · e4 pedone del nero · b3 alfiere del bianco · h3 pedone del nero · d1 alfiere del nero | a8 re del nero · c8 re del bianco · a7 pedone del nero · b7 pedone del nero · b4 cavallo del bianco · e4 pedone del nero · b3 alfiere del bianco · h3 pedone del nero · d1 alfiere del nero | a8 re del nero · c8 re del bianco · a7 pedone del nero · b7 pedone del nero · b4 cavallo del bianco · e4 pedone del nero · b3 alfiere del bianco · h3 pedone del nero · d1 alfiere del nero | a8 re del nero · c8 re del bianco · a7 pedone del nero · b7 pedone del nero · b4 cavallo del bianco · e4 pedone del nero · b3 alfiere del bianco · h3 pedone del nero · d1 alfiere del nero | a8 re del nero · c8 re del bianco · a7 pedone del nero · b7 pedone del nero · b4 cavallo del bianco · e4 pedone del nero · b3 alfiere del bianco · h3 pedone del nero · d1 alfiere del nero | 6 |
| 5 | a8 re del nero · c8 re del bianco · a7 pedone del nero · b7 pedone del nero · b4 cavallo del bianco · e4 pedone del nero · b3 alfiere del bianco · h3 pedone del nero · d1 alfiere del nero | a8 re del nero · c8 re del bianco · a7 pedone del nero · b7 pedone del nero · b4 cavallo del bianco · e4 pedone del nero · b3 alfiere del bianco · h3 pedone del nero · d1 alfiere del nero | a8 re del nero · c8 re del bianco · a7 pedone del nero · b7 pedone del nero · b4 cavallo del bianco · e4 pedone del nero · b3 alfiere del bianco · h3 pedone del nero · d1 alfiere del nero | a8 re del nero · c8 re del bianco · a7 pedone del nero · b7 pedone del nero · b4 cavallo del bianco · e4 pedone del nero · b3 alfiere del bianco · h3 pedone del nero · d1 alfiere del nero | a8 re del nero · c8 re del bianco · a7 pedone del nero · b7 pedone del nero · b4 cavallo del bianco · e4 pedone del nero · b3 alfiere del bianco · h3 pedone del nero · d1 alfiere del nero | a8 re del nero · c8 re del bianco · a7 pedone del nero · b7 pedone del nero · b4 cavallo del bianco · e4 pedone del nero · b3 alfiere del bianco · h3 pedone del nero · d1 alfiere del nero | a8 re del nero · c8 re del bianco · a7 pedone del nero · b7 pedone del nero · b4 cavallo del bianco · e4 pedone del nero · b3 alfiere del bianco · h3 pedone del nero · d1 alfiere del nero | a8 re del nero · c8 re del bianco · a7 pedone del nero · b7 pedone del nero · b4 cavallo del bianco · e4 pedone del nero · b3 alfiere del bianco · h3 pedone del nero · d1 alfiere del nero | 5 |
| 4 | a8 re del nero · c8 re del bianco · a7 pedone del nero · b7 pedone del nero · b4 cavallo del bianco · e4 pedone del nero · b3 alfiere del bianco · h3 pedone del nero · d1 alfiere del nero | a8 re del nero · c8 re del bianco · a7 pedone del nero · b7 pedone del nero · b4 cavallo del bianco · e4 pedone del nero · b3 alfiere del bianco · h3 pedone del nero · d1 alfiere del nero | a8 re del nero · c8 re del bianco · a7 pedone del nero · b7 pedone del nero · b4 cavallo del bianco · e4 pedone del nero · b3 alfiere del bianco · h3 pedone del nero · d1 alfiere del nero | a8 re del nero · c8 re del bianco · a7 pedone del nero · b7 pedone del nero · b4 cavallo del bianco · e4 pedone del nero · b3 alfiere del bianco · h3 pedone del nero · d1 alfiere del nero | a8 re del nero · c8 re del bianco · a7 pedone del nero · b7 pedone del nero · b4 cavallo del bianco · e4 pedone del nero · b3 alfiere del bianco · h3 pedone del nero · d1 alfiere del nero | a8 re del nero · c8 re del bianco · a7 pedone del nero · b7 pedone del nero · b4 cavallo del bianco · e4 pedone del nero · b3 alfiere del bianco · h3 pedone del nero · d1 alfiere del nero | a8 re del nero · c8 re del bianco · a7 pedone del nero · b7 pedone del nero · b4 cavallo del bianco · e4 pedone del nero · b3 alfiere del bianco · h3 pedone del nero · d1 alfiere del nero | a8 re del nero · c8 re del bianco · a7 pedone del nero · b7 pedone del nero · b4 cavallo del bianco · e4 pedone del nero · b3 alfiere del bianco · h3 pedone del nero · d1 alfiere del nero | 4 |
| 3 | a8 re del nero · c8 re del bianco · a7 pedone del nero · b7 pedone del nero · b4 cavallo del bianco · e4 pedone del nero · b3 alfiere del bianco · h3 pedone del nero · d1 alfiere del nero | a8 re del nero · c8 re del bianco · a7 pedone del nero · b7 pedone del nero · b4 cavallo del bianco · e4 pedone del nero · b3 alfiere del bianco · h3 pedone del nero · d1 alfiere del nero | a8 re del nero · c8 re del bianco · a7 pedone del nero · b7 pedone del nero · b4 cavallo del bianco · e4 pedone del nero · b3 alfiere del bianco · h3 pedone del nero · d1 alfiere del nero | a8 re del nero · c8 re del bianco · a7 pedone del nero · b7 pedone del nero · b4 cavallo del bianco · e4 pedone del nero · b3 alfiere del bianco · h3 pedone del nero · d1 alfiere del nero | a8 re del nero · c8 re del bianco · a7 pedone del nero · b7 pedone del nero · b4 cavallo del bianco · e4 pedone del nero · b3 alfiere del bianco · h3 pedone del nero · d1 alfiere del nero | a8 re del nero · c8 re del bianco · a7 pedone del nero · b7 pedone del nero · b4 cavallo del bianco · e4 pedone del nero · b3 alfiere del bianco · h3 pedone del nero · d1 alfiere del nero | a8 re del nero · c8 re del bianco · a7 pedone del nero · b7 pedone del nero · b4 cavallo del bianco · e4 pedone del nero · b3 alfiere del bianco · h3 pedone del nero · d1 alfiere del nero | a8 re del nero · c8 re del bianco · a7 pedone del nero · b7 pedone del nero · b4 cavallo del bianco · e4 pedone del nero · b3 alfiere del bianco · h3 pedone del nero · d1 alfiere del nero | 3 |
| 2 | a8 re del nero · c8 re del bianco · a7 pedone del nero · b7 pedone del nero · b4 cavallo del bianco · e4 pedone del nero · b3 alfiere del bianco · h3 pedone del nero · d1 alfiere del nero | a8 re del nero · c8 re del bianco · a7 pedone del nero · b7 pedone del nero · b4 cavallo del bianco · e4 pedone del nero · b3 alfiere del bianco · h3 pedone del nero · d1 alfiere del nero | a8 re del nero · c8 re del bianco · a7 pedone del nero · b7 pedone del nero · b4 cavallo del bianco · e4 pedone del nero · b3 alfiere del bianco · h3 pedone del nero · d1 alfiere del nero | a8 re del nero · c8 re del bianco · a7 pedone del nero · b7 pedone del nero · b4 cavallo del bianco · e4 pedone del nero · b3 alfiere del bianco · h3 pedone del nero · d1 alfiere del nero | a8 re del nero · c8 re del bianco · a7 pedone del nero · b7 pedone del nero · b4 cavallo del bianco · e4 pedone del nero · b3 alfiere del bianco · h3 pedone del nero · d1 alfiere del nero | a8 re del nero · c8 re del bianco · a7 pedone del nero · b7 pedone del nero · b4 cavallo del bianco · e4 pedone del nero · b3 alfiere del bianco · h3 pedone del nero · d1 alfiere del nero | a8 re del nero · c8 re del bianco · a7 pedone del nero · b7 pedone del nero · b4 cavallo del bianco · e4 pedone del nero · b3 alfiere del bianco · h3 pedone del nero · d1 alfiere del nero | a8 re del nero · c8 re del bianco · a7 pedone del nero · b7 pedone del nero · b4 cavallo del bianco · e4 pedone del nero · b3 alfiere del bianco · h3 pedone del nero · d1 alfiere del nero | 2 |
| 1 | a8 re del nero · c8 re del bianco · a7 pedone del nero · b7 pedone del nero · b4 cavallo del bianco · e4 pedone del nero · b3 alfiere del bianco · h3 pedone del nero · d1 alfiere del nero | a8 re del nero · c8 re del bianco · a7 pedone del nero · b7 pedone del nero · b4 cavallo del bianco · e4 pedone del nero · b3 alfiere del bianco · h3 pedone del nero · d1 alfiere del nero | a8 re del nero · c8 re del bianco · a7 pedone del nero · b7 pedone del nero · b4 cavallo del bianco · e4 pedone del nero · b3 alfiere del bianco · h3 pedone del nero · d1 alfiere del nero | a8 re del nero · c8 re del bianco · a7 pedone del nero · b7 pedone del nero · b4 cavallo del bianco · e4 pedone del nero · b3 alfiere del bianco · h3 pedone del nero · d1 alfiere del nero | a8 re del nero · c8 re del bianco · a7 pedone del nero · b7 pedone del nero · b4 cavallo del bianco · e4 pedone del nero · b3 alfiere del bianco · h3 pedone del nero · d1 alfiere del nero | a8 re del nero · c8 re del bianco · a7 pedone del nero · b7 pedone del nero · b4 cavallo del bianco · e4 pedone del nero · b3 alfiere del bianco · h3 pedone del nero · d1 alfiere del nero | a8 re del nero · c8 re del bianco · a7 pedone del nero · b7 pedone del nero · b4 cavallo del bianco · e4 pedone del nero · b3 alfiere del bianco · h3 pedone del nero · d1 alfiere del nero | a8 re del nero · c8 re del bianco · a7 pedone del nero · b7 pedone del nero · b4 cavallo del bianco · e4 pedone del nero · b3 alfiere del bianco · h3 pedone del nero · d1 alfiere del nero | 1 |
|   | a | b | c | d | e | f | g | h |   |

Soluzione:
1. Ca6!!  Ag4+  (1. ...bxa6 2. Ad5#)

2. Rc7 Ae2

3. Ad5 Axa6  (forzata)

4. Axe4!  zugzwang  4. ...h2

|   | a | b | c | d | e | f | g | h |   |
| 8 | d8 re del nero · a7 pedone del bianco · d7 pedone del nero · g7 pedone del bianco · a6 pedone del nero · c6 alfiere del nero · d6 pedone del bianco · e6 donna del nero · c5 pedone del nero · a4 pedone del nero · d4 pedone del bianco · a3 pedone del bianco · b3 pedone del nero · c3 pedone del bianco · b2 re del bianco · d2 pedone del bianco · f2 pedone del nero · a1 torre del bianco · f1 alfiere del bianco | d8 re del nero · a7 pedone del bianco · d7 pedone del nero · g7 pedone del bianco · a6 pedone del nero · c6 alfiere del nero · d6 pedone del bianco · e6 donna del nero · c5 pedone del nero · a4 pedone del nero · d4 pedone del bianco · a3 pedone del bianco · b3 pedone del nero · c3 pedone del bianco · b2 re del bianco · d2 pedone del bianco · f2 pedone del nero · a1 torre del bianco · f1 alfiere del bianco | d8 re del nero · a7 pedone del bianco · d7 pedone del nero · g7 pedone del bianco · a6 pedone del nero · c6 alfiere del nero · d6 pedone del bianco · e6 donna del nero · c5 pedone del nero · a4 pedone del nero · d4 pedone del bianco · a3 pedone del bianco · b3 pedone del nero · c3 pedone del bianco · b2 re del bianco · d2 pedone del bianco · f2 pedone del nero · a1 torre del bianco · f1 alfiere del bianco | d8 re del nero · a7 pedone del bianco · d7 pedone del nero · g7 pedone del bianco · a6 pedone del nero · c6 alfiere del nero · d6 pedone del bianco · e6 donna del nero · c5 pedone del nero · a4 pedone del nero · d4 pedone del bianco · a3 pedone del bianco · b3 pedone del nero · c3 pedone del bianco · b2 re del bianco · d2 pedone del bianco · f2 pedone del nero · a1 torre del bianco · f1 alfiere del bianco | d8 re del nero · a7 pedone del bianco · d7 pedone del nero · g7 pedone del bianco · a6 pedone del nero · c6 alfiere del nero · d6 pedone del bianco · e6 donna del nero · c5 pedone del nero · a4 pedone del nero · d4 pedone del bianco · a3 pedone del bianco · b3 pedone del nero · c3 pedone del bianco · b2 re del bianco · d2 pedone del bianco · f2 pedone del nero · a1 torre del bianco · f1 alfiere del bianco | d8 re del nero · a7 pedone del bianco · d7 pedone del nero · g7 pedone del bianco · a6 pedone del nero · c6 alfiere del nero · d6 pedone del bianco · e6 donna del nero · c5 pedone del nero · a4 pedone del nero · d4 pedone del bianco · a3 pedone del bianco · b3 pedone del nero · c3 pedone del bianco · b2 re del bianco · d2 pedone del bianco · f2 pedone del nero · a1 torre del bianco · f1 alfiere del bianco | d8 re del nero · a7 pedone del bianco · d7 pedone del nero · g7 pedone del bianco · a6 pedone del nero · c6 alfiere del nero · d6 pedone del bianco · e6 donna del nero · c5 pedone del nero · a4 pedone del nero · d4 pedone del bianco · a3 pedone del bianco · b3 pedone del nero · c3 pedone del bianco · b2 re del bianco · d2 pedone del bianco · f2 pedone del nero · a1 torre del bianco · f1 alfiere del bianco | d8 re del nero · a7 pedone del bianco · d7 pedone del nero · g7 pedone del bianco · a6 pedone del nero · c6 alfiere del nero · d6 pedone del bianco · e6 donna del nero · c5 pedone del nero · a4 pedone del nero · d4 pedone del bianco · a3 pedone del bianco · b3 pedone del nero · c3 pedone del bianco · b2 re del bianco · d2 pedone del bianco · f2 pedone del nero · a1 torre del bianco · f1 alfiere del bianco | 8 |
| 7 | d8 re del nero · a7 pedone del bianco · d7 pedone del nero · g7 pedone del bianco · a6 pedone del nero · c6 alfiere del nero · d6 pedone del bianco · e6 donna del nero · c5 pedone del nero · a4 pedone del nero · d4 pedone del bianco · a3 pedone del bianco · b3 pedone del nero · c3 pedone del bianco · b2 re del bianco · d2 pedone del bianco · f2 pedone del nero · a1 torre del bianco · f1 alfiere del bianco | d8 re del nero · a7 pedone del bianco · d7 pedone del nero · g7 pedone del bianco · a6 pedone del nero · c6 alfiere del nero · d6 pedone del bianco · e6 donna del nero · c5 pedone del nero · a4 pedone del nero · d4 pedone del bianco · a3 pedone del bianco · b3 pedone del nero · c3 pedone del bianco · b2 re del bianco · d2 pedone del bianco · f2 pedone del nero · a1 torre del bianco · f1 alfiere del bianco | d8 re del nero · a7 pedone del bianco · d7 pedone del nero · g7 pedone del bianco · a6 pedone del nero · c6 alfiere del nero · d6 pedone del bianco · e6 donna del nero · c5 pedone del nero · a4 pedone del nero · d4 pedone del bianco · a3 pedone del bianco · b3 pedone del nero · c3 pedone del bianco · b2 re del bianco · d2 pedone del bianco · f2 pedone del nero · a1 torre del bianco · f1 alfiere del bianco | d8 re del nero · a7 pedone del bianco · d7 pedone del nero · g7 pedone del bianco · a6 pedone del nero · c6 alfiere del nero · d6 pedone del bianco · e6 donna del nero · c5 pedone del nero · a4 pedone del nero · d4 pedone del bianco · a3 pedone del bianco · b3 pedone del nero · c3 pedone del bianco · b2 re del bianco · d2 pedone del bianco · f2 pedone del nero · a1 torre del bianco · f1 alfiere del bianco | d8 re del nero · a7 pedone del bianco · d7 pedone del nero · g7 pedone del bianco · a6 pedone del nero · c6 alfiere del nero · d6 pedone del bianco · e6 donna del nero · c5 pedone del nero · a4 pedone del nero · d4 pedone del bianco · a3 pedone del bianco · b3 pedone del nero · c3 pedone del bianco · b2 re del bianco · d2 pedone del bianco · f2 pedone del nero · a1 torre del bianco · f1 alfiere del bianco | d8 re del nero · a7 pedone del bianco · d7 pedone del nero · g7 pedone del bianco · a6 pedone del nero · c6 alfiere del nero · d6 pedone del bianco · e6 donna del nero · c5 pedone del nero · a4 pedone del nero · d4 pedone del bianco · a3 pedone del bianco · b3 pedone del nero · c3 pedone del bianco · b2 re del bianco · d2 pedone del bianco · f2 pedone del nero · a1 torre del bianco · f1 alfiere del bianco | d8 re del nero · a7 pedone del bianco · d7 pedone del nero · g7 pedone del bianco · a6 pedone del nero · c6 alfiere del nero · d6 pedone del bianco · e6 donna del nero · c5 pedone del nero · a4 pedone del nero · d4 pedone del bianco · a3 pedone del bianco · b3 pedone del nero · c3 pedone del bianco · b2 re del bianco · d2 pedone del bianco · f2 pedone del nero · a1 torre del bianco · f1 alfiere del bianco | d8 re del nero · a7 pedone del bianco · d7 pedone del nero · g7 pedone del bianco · a6 pedone del nero · c6 alfiere del nero · d6 pedone del bianco · e6 donna del nero · c5 pedone del nero · a4 pedone del nero · d4 pedone del bianco · a3 pedone del bianco · b3 pedone del nero · c3 pedone del bianco · b2 re del bianco · d2 pedone del bianco · f2 pedone del nero · a1 torre del bianco · f1 alfiere del bianco | 7 |
| 6 | d8 re del nero · a7 pedone del bianco · d7 pedone del nero · g7 pedone del bianco · a6 pedone del nero · c6 alfiere del nero · d6 pedone del bianco · e6 donna del nero · c5 pedone del nero · a4 pedone del nero · d4 pedone del bianco · a3 pedone del bianco · b3 pedone del nero · c3 pedone del bianco · b2 re del bianco · d2 pedone del bianco · f2 pedone del nero · a1 torre del bianco · f1 alfiere del bianco | d8 re del nero · a7 pedone del bianco · d7 pedone del nero · g7 pedone del bianco · a6 pedone del nero · c6 alfiere del nero · d6 pedone del bianco · e6 donna del nero · c5 pedone del nero · a4 pedone del nero · d4 pedone del bianco · a3 pedone del bianco · b3 pedone del nero · c3 pedone del bianco · b2 re del bianco · d2 pedone del bianco · f2 pedone del nero · a1 torre del bianco · f1 alfiere del bianco | d8 re del nero · a7 pedone del bianco · d7 pedone del nero · g7 pedone del bianco · a6 pedone del nero · c6 alfiere del nero · d6 pedone del bianco · e6 donna del nero · c5 pedone del nero · a4 pedone del nero · d4 pedone del bianco · a3 pedone del bianco · b3 pedone del nero · c3 pedone del bianco · b2 re del bianco · d2 pedone del bianco · f2 pedone del nero · a1 torre del bianco · f1 alfiere del bianco | d8 re del nero · a7 pedone del bianco · d7 pedone del nero · g7 pedone del bianco · a6 pedone del nero · c6 alfiere del nero · d6 pedone del bianco · e6 donna del nero · c5 pedone del nero · a4 pedone del nero · d4 pedone del bianco · a3 pedone del bianco · b3 pedone del nero · c3 pedone del bianco · b2 re del bianco · d2 pedone del bianco · f2 pedone del nero · a1 torre del bianco · f1 alfiere del bianco | d8 re del nero · a7 pedone del bianco · d7 pedone del nero · g7 pedone del bianco · a6 pedone del nero · c6 alfiere del nero · d6 pedone del bianco · e6 donna del nero · c5 pedone del nero · a4 pedone del nero · d4 pedone del bianco · a3 pedone del bianco · b3 pedone del nero · c3 pedone del bianco · b2 re del bianco · d2 pedone del bianco · f2 pedone del nero · a1 torre del bianco · f1 alfiere del bianco | d8 re del nero · a7 pedone del bianco · d7 pedone del nero · g7 pedone del bianco · a6 pedone del nero · c6 alfiere del nero · d6 pedone del bianco · e6 donna del nero · c5 pedone del nero · a4 pedone del nero · d4 pedone del bianco · a3 pedone del bianco · b3 pedone del nero · c3 pedone del bianco · b2 re del bianco · d2 pedone del bianco · f2 pedone del nero · a1 torre del bianco · f1 alfiere del bianco | d8 re del nero · a7 pedone del bianco · d7 pedone del nero · g7 pedone del bianco · a6 pedone del nero · c6 alfiere del nero · d6 pedone del bianco · e6 donna del nero · c5 pedone del nero · a4 pedone del nero · d4 pedone del bianco · a3 pedone del bianco · b3 pedone del nero · c3 pedone del bianco · b2 re del bianco · d2 pedone del bianco · f2 pedone del nero · a1 torre del bianco · f1 alfiere del bianco | d8 re del nero · a7 pedone del bianco · d7 pedone del nero · g7 pedone del bianco · a6 pedone del nero · c6 alfiere del nero · d6 pedone del bianco · e6 donna del nero · c5 pedone del nero · a4 pedone del nero · d4 pedone del bianco · a3 pedone del bianco · b3 pedone del nero · c3 pedone del bianco · b2 re del bianco · d2 pedone del bianco · f2 pedone del nero · a1 torre del bianco · f1 alfiere del bianco | 6 |
| 5 | d8 re del nero · a7 pedone del bianco · d7 pedone del nero · g7 pedone del bianco · a6 pedone del nero · c6 alfiere del nero · d6 pedone del bianco · e6 donna del nero · c5 pedone del nero · a4 pedone del nero · d4 pedone del bianco · a3 pedone del bianco · b3 pedone del nero · c3 pedone del bianco · b2 re del bianco · d2 pedone del bianco · f2 pedone del nero · a1 torre del bianco · f1 alfiere del bianco | d8 re del nero · a7 pedone del bianco · d7 pedone del nero · g7 pedone del bianco · a6 pedone del nero · c6 alfiere del nero · d6 pedone del bianco · e6 donna del nero · c5 pedone del nero · a4 pedone del nero · d4 pedone del bianco · a3 pedone del bianco · b3 pedone del nero · c3 pedone del bianco · b2 re del bianco · d2 pedone del bianco · f2 pedone del nero · a1 torre del bianco · f1 alfiere del bianco | d8 re del nero · a7 pedone del bianco · d7 pedone del nero · g7 pedone del bianco · a6 pedone del nero · c6 alfiere del nero · d6 pedone del bianco · e6 donna del nero · c5 pedone del nero · a4 pedone del nero · d4 pedone del bianco · a3 pedone del bianco · b3 pedone del nero · c3 pedone del bianco · b2 re del bianco · d2 pedone del bianco · f2 pedone del nero · a1 torre del bianco · f1 alfiere del bianco | d8 re del nero · a7 pedone del bianco · d7 pedone del nero · g7 pedone del bianco · a6 pedone del nero · c6 alfiere del nero · d6 pedone del bianco · e6 donna del nero · c5 pedone del nero · a4 pedone del nero · d4 pedone del bianco · a3 pedone del bianco · b3 pedone del nero · c3 pedone del bianco · b2 re del bianco · d2 pedone del bianco · f2 pedone del nero · a1 torre del bianco · f1 alfiere del bianco | d8 re del nero · a7 pedone del bianco · d7 pedone del nero · g7 pedone del bianco · a6 pedone del nero · c6 alfiere del nero · d6 pedone del bianco · e6 donna del nero · c5 pedone del nero · a4 pedone del nero · d4 pedone del bianco · a3 pedone del bianco · b3 pedone del nero · c3 pedone del bianco · b2 re del bianco · d2 pedone del bianco · f2 pedone del nero · a1 torre del bianco · f1 alfiere del bianco | d8 re del nero · a7 pedone del bianco · d7 pedone del nero · g7 pedone del bianco · a6 pedone del nero · c6 alfiere del nero · d6 pedone del bianco · e6 donna del nero · c5 pedone del nero · a4 pedone del nero · d4 pedone del bianco · a3 pedone del bianco · b3 pedone del nero · c3 pedone del bianco · b2 re del bianco · d2 pedone del bianco · f2 pedone del nero · a1 torre del bianco · f1 alfiere del bianco | d8 re del nero · a7 pedone del bianco · d7 pedone del nero · g7 pedone del bianco · a6 pedone del nero · c6 alfiere del nero · d6 pedone del bianco · e6 donna del nero · c5 pedone del nero · a4 pedone del nero · d4 pedone del bianco · a3 pedone del bianco · b3 pedone del nero · c3 pedone del bianco · b2 re del bianco · d2 pedone del bianco · f2 pedone del nero · a1 torre del bianco · f1 alfiere del bianco | d8 re del nero · a7 pedone del bianco · d7 pedone del nero · g7 pedone del bianco · a6 pedone del nero · c6 alfiere del nero · d6 pedone del bianco · e6 donna del nero · c5 pedone del nero · a4 pedone del nero · d4 pedone del bianco · a3 pedone del bianco · b3 pedone del nero · c3 pedone del bianco · b2 re del bianco · d2 pedone del bianco · f2 pedone del nero · a1 torre del bianco · f1 alfiere del bianco | 5 |
| 4 | d8 re del nero · a7 pedone del bianco · d7 pedone del nero · g7 pedone del bianco · a6 pedone del nero · c6 alfiere del nero · d6 pedone del bianco · e6 donna del nero · c5 pedone del nero · a4 pedone del nero · d4 pedone del bianco · a3 pedone del bianco · b3 pedone del nero · c3 pedone del bianco · b2 re del bianco · d2 pedone del bianco · f2 pedone del nero · a1 torre del bianco · f1 alfiere del bianco | d8 re del nero · a7 pedone del bianco · d7 pedone del nero · g7 pedone del bianco · a6 pedone del nero · c6 alfiere del nero · d6 pedone del bianco · e6 donna del nero · c5 pedone del nero · a4 pedone del nero · d4 pedone del bianco · a3 pedone del bianco · b3 pedone del nero · c3 pedone del bianco · b2 re del bianco · d2 pedone del bianco · f2 pedone del nero · a1 torre del bianco · f1 alfiere del bianco | d8 re del nero · a7 pedone del bianco · d7 pedone del nero · g7 pedone del bianco · a6 pedone del nero · c6 alfiere del nero · d6 pedone del bianco · e6 donna del nero · c5 pedone del nero · a4 pedone del nero · d4 pedone del bianco · a3 pedone del bianco · b3 pedone del nero · c3 pedone del bianco · b2 re del bianco · d2 pedone del bianco · f2 pedone del nero · a1 torre del bianco · f1 alfiere del bianco | d8 re del nero · a7 pedone del bianco · d7 pedone del nero · g7 pedone del bianco · a6 pedone del nero · c6 alfiere del nero · d6 pedone del bianco · e6 donna del nero · c5 pedone del nero · a4 pedone del nero · d4 pedone del bianco · a3 pedone del bianco · b3 pedone del nero · c3 pedone del bianco · b2 re del bianco · d2 pedone del bianco · f2 pedone del nero · a1 torre del bianco · f1 alfiere del bianco | d8 re del nero · a7 pedone del bianco · d7 pedone del nero · g7 pedone del bianco · a6 pedone del nero · c6 alfiere del nero · d6 pedone del bianco · e6 donna del nero · c5 pedone del nero · a4 pedone del nero · d4 pedone del bianco · a3 pedone del bianco · b3 pedone del nero · c3 pedone del bianco · b2 re del bianco · d2 pedone del bianco · f2 pedone del nero · a1 torre del bianco · f1 alfiere del bianco | d8 re del nero · a7 pedone del bianco · d7 pedone del nero · g7 pedone del bianco · a6 pedone del nero · c6 alfiere del nero · d6 pedone del bianco · e6 donna del nero · c5 pedone del nero · a4 pedone del nero · d4 pedone del bianco · a3 pedone del bianco · b3 pedone del nero · c3 pedone del bianco · b2 re del bianco · d2 pedone del bianco · f2 pedone del nero · a1 torre del bianco · f1 alfiere del bianco | d8 re del nero · a7 pedone del bianco · d7 pedone del nero · g7 pedone del bianco · a6 pedone del nero · c6 alfiere del nero · d6 pedone del bianco · e6 donna del nero · c5 pedone del nero · a4 pedone del nero · d4 pedone del bianco · a3 pedone del bianco · b3 pedone del nero · c3 pedone del bianco · b2 re del bianco · d2 pedone del bianco · f2 pedone del nero · a1 torre del bianco · f1 alfiere del bianco | d8 re del nero · a7 pedone del bianco · d7 pedone del nero · g7 pedone del bianco · a6 pedone del nero · c6 alfiere del nero · d6 pedone del bianco · e6 donna del nero · c5 pedone del nero · a4 pedone del nero · d4 pedone del bianco · a3 pedone del bianco · b3 pedone del nero · c3 pedone del bianco · b2 re del bianco · d2 pedone del bianco · f2 pedone del nero · a1 torre del bianco · f1 alfiere del bianco | 4 |
| 3 | d8 re del nero · a7 pedone del bianco · d7 pedone del nero · g7 pedone del bianco · a6 pedone del nero · c6 alfiere del nero · d6 pedone del bianco · e6 donna del nero · c5 pedone del nero · a4 pedone del nero · d4 pedone del bianco · a3 pedone del bianco · b3 pedone del nero · c3 pedone del bianco · b2 re del bianco · d2 pedone del bianco · f2 pedone del nero · a1 torre del bianco · f1 alfiere del bianco | d8 re del nero · a7 pedone del bianco · d7 pedone del nero · g7 pedone del bianco · a6 pedone del nero · c6 alfiere del nero · d6 pedone del bianco · e6 donna del nero · c5 pedone del nero · a4 pedone del nero · d4 pedone del bianco · a3 pedone del bianco · b3 pedone del nero · c3 pedone del bianco · b2 re del bianco · d2 pedone del bianco · f2 pedone del nero · a1 torre del bianco · f1 alfiere del bianco | d8 re del nero · a7 pedone del bianco · d7 pedone del nero · g7 pedone del bianco · a6 pedone del nero · c6 alfiere del nero · d6 pedone del bianco · e6 donna del nero · c5 pedone del nero · a4 pedone del nero · d4 pedone del bianco · a3 pedone del bianco · b3 pedone del nero · c3 pedone del bianco · b2 re del bianco · d2 pedone del bianco · f2 pedone del nero · a1 torre del bianco · f1 alfiere del bianco | d8 re del nero · a7 pedone del bianco · d7 pedone del nero · g7 pedone del bianco · a6 pedone del nero · c6 alfiere del nero · d6 pedone del bianco · e6 donna del nero · c5 pedone del nero · a4 pedone del nero · d4 pedone del bianco · a3 pedone del bianco · b3 pedone del nero · c3 pedone del bianco · b2 re del bianco · d2 pedone del bianco · f2 pedone del nero · a1 torre del bianco · f1 alfiere del bianco | d8 re del nero · a7 pedone del bianco · d7 pedone del nero · g7 pedone del bianco · a6 pedone del nero · c6 alfiere del nero · d6 pedone del bianco · e6 donna del nero · c5 pedone del nero · a4 pedone del nero · d4 pedone del bianco · a3 pedone del bianco · b3 pedone del nero · c3 pedone del bianco · b2 re del bianco · d2 pedone del bianco · f2 pedone del nero · a1 torre del bianco · f1 alfiere del bianco | d8 re del nero · a7 pedone del bianco · d7 pedone del nero · g7 pedone del bianco · a6 pedone del nero · c6 alfiere del nero · d6 pedone del bianco · e6 donna del nero · c5 pedone del nero · a4 pedone del nero · d4 pedone del bianco · a3 pedone del bianco · b3 pedone del nero · c3 pedone del bianco · b2 re del bianco · d2 pedone del bianco · f2 pedone del nero · a1 torre del bianco · f1 alfiere del bianco | d8 re del nero · a7 pedone del bianco · d7 pedone del nero · g7 pedone del bianco · a6 pedone del nero · c6 alfiere del nero · d6 pedone del bianco · e6 donna del nero · c5 pedone del nero · a4 pedone del nero · d4 pedone del bianco · a3 pedone del bianco · b3 pedone del nero · c3 pedone del bianco · b2 re del bianco · d2 pedone del bianco · f2 pedone del nero · a1 torre del bianco · f1 alfiere del bianco | d8 re del nero · a7 pedone del bianco · d7 pedone del nero · g7 pedone del bianco · a6 pedone del nero · c6 alfiere del nero · d6 pedone del bianco · e6 donna del nero · c5 pedone del nero · a4 pedone del nero · d4 pedone del bianco · a3 pedone del bianco · b3 pedone del nero · c3 pedone del bianco · b2 re del bianco · d2 pedone del bianco · f2 pedone del nero · a1 torre del bianco · f1 alfiere del bianco | 3 |
| 2 | d8 re del nero · a7 pedone del bianco · d7 pedone del nero · g7 pedone del bianco · a6 pedone del nero · c6 alfiere del nero · d6 pedone del bianco · e6 donna del nero · c5 pedone del nero · a4 pedone del nero · d4 pedone del bianco · a3 pedone del bianco · b3 pedone del nero · c3 pedone del bianco · b2 re del bianco · d2 pedone del bianco · f2 pedone del nero · a1 torre del bianco · f1 alfiere del bianco | d8 re del nero · a7 pedone del bianco · d7 pedone del nero · g7 pedone del bianco · a6 pedone del nero · c6 alfiere del nero · d6 pedone del bianco · e6 donna del nero · c5 pedone del nero · a4 pedone del nero · d4 pedone del bianco · a3 pedone del bianco · b3 pedone del nero · c3 pedone del bianco · b2 re del bianco · d2 pedone del bianco · f2 pedone del nero · a1 torre del bianco · f1 alfiere del bianco | d8 re del nero · a7 pedone del bianco · d7 pedone del nero · g7 pedone del bianco · a6 pedone del nero · c6 alfiere del nero · d6 pedone del bianco · e6 donna del nero · c5 pedone del nero · a4 pedone del nero · d4 pedone del bianco · a3 pedone del bianco · b3 pedone del nero · c3 pedone del bianco · b2 re del bianco · d2 pedone del bianco · f2 pedone del nero · a1 torre del bianco · f1 alfiere del bianco | d8 re del nero · a7 pedone del bianco · d7 pedone del nero · g7 pedone del bianco · a6 pedone del nero · c6 alfiere del nero · d6 pedone del bianco · e6 donna del nero · c5 pedone del nero · a4 pedone del nero · d4 pedone del bianco · a3 pedone del bianco · b3 pedone del nero · c3 pedone del bianco · b2 re del bianco · d2 pedone del bianco · f2 pedone del nero · a1 torre del bianco · f1 alfiere del bianco | d8 re del nero · a7 pedone del bianco · d7 pedone del nero · g7 pedone del bianco · a6 pedone del nero · c6 alfiere del nero · d6 pedone del bianco · e6 donna del nero · c5 pedone del nero · a4 pedone del nero · d4 pedone del bianco · a3 pedone del bianco · b3 pedone del nero · c3 pedone del bianco · b2 re del bianco · d2 pedone del bianco · f2 pedone del nero · a1 torre del bianco · f1 alfiere del bianco | d8 re del nero · a7 pedone del bianco · d7 pedone del nero · g7 pedone del bianco · a6 pedone del nero · c6 alfiere del nero · d6 pedone del bianco · e6 donna del nero · c5 pedone del nero · a4 pedone del nero · d4 pedone del bianco · a3 pedone del bianco · b3 pedone del nero · c3 pedone del bianco · b2 re del bianco · d2 pedone del bianco · f2 pedone del nero · a1 torre del bianco · f1 alfiere del bianco | d8 re del nero · a7 pedone del bianco · d7 pedone del nero · g7 pedone del bianco · a6 pedone del nero · c6 alfiere del nero · d6 pedone del bianco · e6 donna del nero · c5 pedone del nero · a4 pedone del nero · d4 pedone del bianco · a3 pedone del bianco · b3 pedone del nero · c3 pedone del bianco · b2 re del bianco · d2 pedone del bianco · f2 pedone del nero · a1 torre del bianco · f1 alfiere del bianco | d8 re del nero · a7 pedone del bianco · d7 pedone del nero · g7 pedone del bianco · a6 pedone del nero · c6 alfiere del nero · d6 pedone del bianco · e6 donna del nero · c5 pedone del nero · a4 pedone del nero · d4 pedone del bianco · a3 pedone del bianco · b3 pedone del nero · c3 pedone del bianco · b2 re del bianco · d2 pedone del bianco · f2 pedone del nero · a1 torre del bianco · f1 alfiere del bianco | 2 |
| 1 | d8 re del nero · a7 pedone del bianco · d7 pedone del nero · g7 pedone del bianco · a6 pedone del nero · c6 alfiere del nero · d6 pedone del bianco · e6 donna del nero · c5 pedone del nero · a4 pedone del nero · d4 pedone del bianco · a3 pedone del bianco · b3 pedone del nero · c3 pedone del bianco · b2 re del bianco · d2 pedone del bianco · f2 pedone del nero · a1 torre del bianco · f1 alfiere del bianco | d8 re del nero · a7 pedone del bianco · d7 pedone del nero · g7 pedone del bianco · a6 pedone del nero · c6 alfiere del nero · d6 pedone del bianco · e6 donna del nero · c5 pedone del nero · a4 pedone del nero · d4 pedone del bianco · a3 pedone del bianco · b3 pedone del nero · c3 pedone del bianco · b2 re del bianco · d2 pedone del bianco · f2 pedone del nero · a1 torre del bianco · f1 alfiere del bianco | d8 re del nero · a7 pedone del bianco · d7 pedone del nero · g7 pedone del bianco · a6 pedone del nero · c6 alfiere del nero · d6 pedone del bianco · e6 donna del nero · c5 pedone del nero · a4 pedone del nero · d4 pedone del bianco · a3 pedone del bianco · b3 pedone del nero · c3 pedone del bianco · b2 re del bianco · d2 pedone del bianco · f2 pedone del nero · a1 torre del bianco · f1 alfiere del bianco | d8 re del nero · a7 pedone del bianco · d7 pedone del nero · g7 pedone del bianco · a6 pedone del nero · c6 alfiere del nero · d6 pedone del bianco · e6 donna del nero · c5 pedone del nero · a4 pedone del nero · d4 pedone del bianco · a3 pedone del bianco · b3 pedone del nero · c3 pedone del bianco · b2 re del bianco · d2 pedone del bianco · f2 pedone del nero · a1 torre del bianco · f1 alfiere del bianco | d8 re del nero · a7 pedone del bianco · d7 pedone del nero · g7 pedone del bianco · a6 pedone del nero · c6 alfiere del nero · d6 pedone del bianco · e6 donna del nero · c5 pedone del nero · a4 pedone del nero · d4 pedone del bianco · a3 pedone del bianco · b3 pedone del nero · c3 pedone del bianco · b2 re del bianco · d2 pedone del bianco · f2 pedone del nero · a1 torre del bianco · f1 alfiere del bianco | d8 re del nero · a7 pedone del bianco · d7 pedone del nero · g7 pedone del bianco · a6 pedone del nero · c6 alfiere del nero · d6 pedone del bianco · e6 donna del nero · c5 pedone del nero · a4 pedone del nero · d4 pedone del bianco · a3 pedone del bianco · b3 pedone del nero · c3 pedone del bianco · b2 re del bianco · d2 pedone del bianco · f2 pedone del nero · a1 torre del bianco · f1 alfiere del bianco | d8 re del nero · a7 pedone del bianco · d7 pedone del nero · g7 pedone del bianco · a6 pedone del nero · c6 alfiere del nero · d6 pedone del bianco · e6 donna del nero · c5 pedone del nero · a4 pedone del nero · d4 pedone del bianco · a3 pedone del bianco · b3 pedone del nero · c3 pedone del bianco · b2 re del bianco · d2 pedone del bianco · f2 pedone del nero · a1 torre del bianco · f1 alfiere del bianco | d8 re del nero · a7 pedone del bianco · d7 pedone del nero · g7 pedone del bianco · a6 pedone del nero · c6 alfiere del nero · d6 pedone del bianco · e6 donna del nero · c5 pedone del nero · a4 pedone del nero · d4 pedone del bianco · a3 pedone del bianco · b3 pedone del nero · c3 pedone del bianco · b2 re del bianco · d2 pedone del bianco · f2 pedone del nero · a1 torre del bianco · f1 alfiere del bianco | 1 |
|   | a | b | c | d | e | f | g | h |   |

Soluzione:
1. Ac4!  Dxc4  (1... f1=D+ 2. Txf1 + –)

 2. Th1! Axh1  3. d5!!  e vince